# Xã Ellsworth, Quận Mahoning, Ohio
Xã Ellsworth (tiếng Anh: Ellsworth Township) là một xã thuộc quận Mahoning, tiểu bang Ohio, Hoa Kỳ. Năm 2010, dân số của xã này là 2.217 người.